# ジョン・ベアリング (第7代アシュバートン男爵)
第7代アシュバートン男爵ジョン・フランシス・ハーコート・ベアリング（英: John Francis Harcourt Baring, 7th Baron Ashburton, KG, KCVO, DL、1928年11月2日 - 2020年10月6日）は、イギリスの銀行家、実業家、貴族、政治家。
ベアリングス銀行やBPの社長を務めた。

## 経歴
1928年11月2日、第6代アシュバートン男爵アレクサンダー・ベアリングとその妻ドリス・メアリー（初代ハーコート子爵ルイス・ヴァーノン・ハーコートの娘）の間の長男として誕生。
イートン校を経て、オックスフォード大学トリニティ・カレッジへ進学。
1964年から1977年までトラフォード・パーク・エステーテス(Trafford Park Estates)の取締役、1964年から1982年までロイヤル・インシュランスの取締役、1967年から1979年までパイ・ホールディングス（Pye Holdings）の取締役を務めた。
1974年から1989年までベアリング家一族経営のベアリングス銀行の社長を務めた。また1981年から1984年にかけてはダンロップ・ホールディングスの取締役を務める。1982年から1992年にかけてはBPの取締役、さらに1992年から1995年にかけてはBP社長を務めた。マーガレット・サッチャー首相とは親しい友人であった。
1983年から1991年にかけてはイングランド銀行理事を務めた。
1991年6月12日に父の死去により第7代アシュバートン男爵位を継承し、貴族院議員に列し、1999年11月11日の貴族院改革まで務めた。
1994年4月23日に女王エリザベス2世よりガーター騎士団(勲章)ナイト（KG）に叙せられる。

## 栄典

### 爵位
1991年6月12日に以下の爵位を継承した。
- デヴォン州におけるアシュバートンの第7代アシュバートン男爵 (7th Baron Ashburton, of Ashburton in the County of Devon)

（1835年4月10日創設連合王国貴族爵位）

### 勲章
- 1990年、ロイヤル・ヴィクトリア勲章ナイト・コマンダー（KCVO）[4]
- 1994年4月23日、ガーター騎士団(勲章)ナイト（KG）[7]

### その他
- 1994年、ハンプシャー副統監（DL）[4]